# Maria Francisca Borges de Medeiros Dias da Câmara
Maria Francisca Borges de Medeiros Dias da Câmara (20 de janeiro de 1860 — 10 de janeiro de 1945), condessa de Cuba, foi uma filantropa de origem açoriana.

## Biografia
Esposa de Alexandre Domingos Henriques Pereira de Faria Saldanha de Lancastre, o 1.º conde de Cuba, não tendo descendência, fundou e dotou generosamente o Instituto Condessa de Cuba, em Oeiras, hoje pertencente à Associação Resgate, uma associação privada de solidariedade social que proporciona um lar a crianças do sexo feminino dos 3 aos 12 anos com situações familiares disfuncionais.
Foi proprietária da Casa das Palmeiras, uma mansão senhorial projectada em 1899 pelo arquitecto José Luís Monteiro, e um dos principais mecenas do Museu Carlos Machado, de Ponta Delgada.
A condessa de Cuba era filha de António Borges de Medeiros Dias da Câmara e Sousa, o 1.º marquês da Praia e Monforte, e de sua mulher, Maria José Coutinho Maldonado de Albergaria Freire.